# トリクロロシラン
トリクロロシラン（英: trichlorosilane）は、ケイ素、塩素、水素から成る無機化合物で、分子式は HSiCl3 と表される。高温で熱分解を起こして単体ケイ素に変わる性質から、半導体工業において高純度ケイ素の主原料として利用される。水と触れると速やかに分解してシリコーンのポリマーおよび塩化水素となる。反応性が高く入手が容易であることから、有機ケイ素化合物の原料ともされる。

## 製造
工業的には、トリクロロシランは塩化水素のガスを 300 ℃ でケイ素の粉末に吹き付けて製造する。下式のように、トリクロロシランとともに水素が生じる。
{\displaystyle {\rm {Si+3HCl\longrightarrow HSiCl_{3}+H_{2}}}}
適切に設計された反応装置では、80-90% の収率でトリクロロシランが得られる。主な副生物は四塩化ケイ素 (SiCl4)、六塩化二ケイ素 (Si2Cl6)、ジクロロシラン (H2SiCl2) であり、トリクロロシランは蒸留により取り出される。この逆反応により高純度の単体ケイ素が得られる。

## 用途
上記のように、トリクロロシランは高純度の多結晶ケイ素の原料とされる。